# Mag 218 Tower
La Mag 218 Tower est un gratte-ciel situé à Dubaï. Terminé en 2010, il mesure 275 m pour 66 étages.
Non loin de ce gratte-ciel se trouve une autre tour, plus petite, mais avec un nom proche : il s'agit de la Mag 214 Tower (155 m - 40 étages).

## Galerie

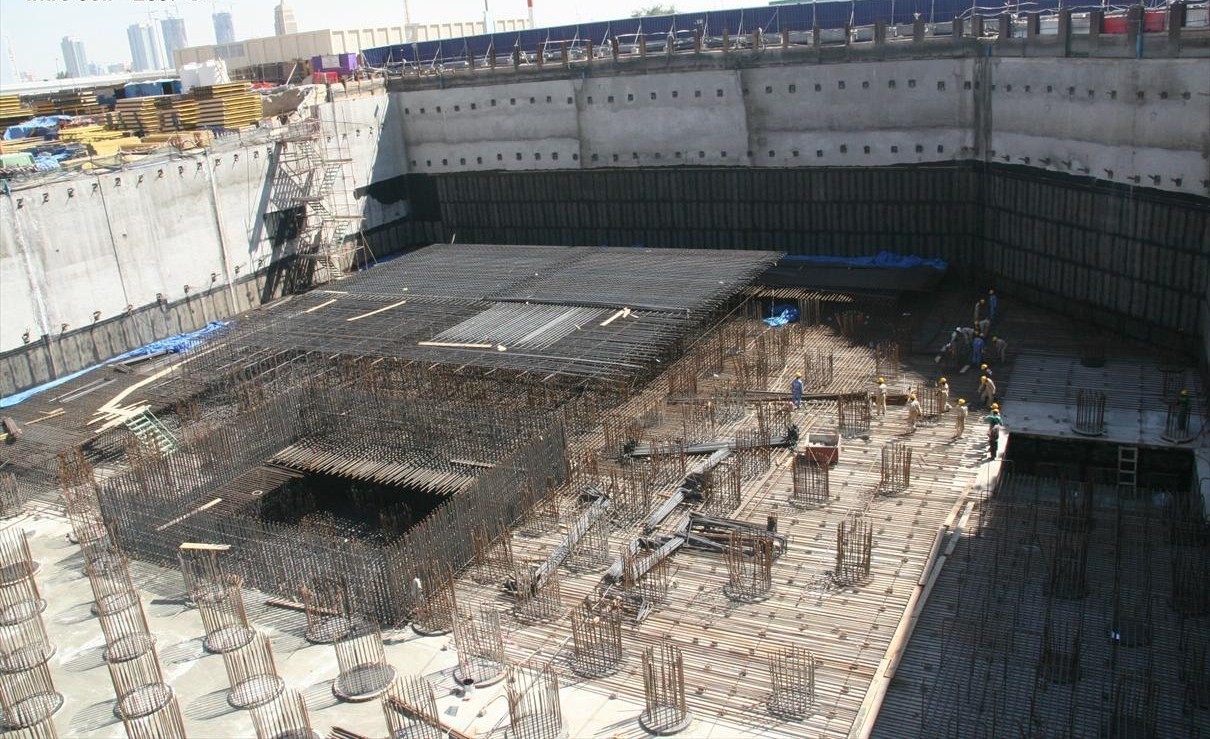
16 février 2007
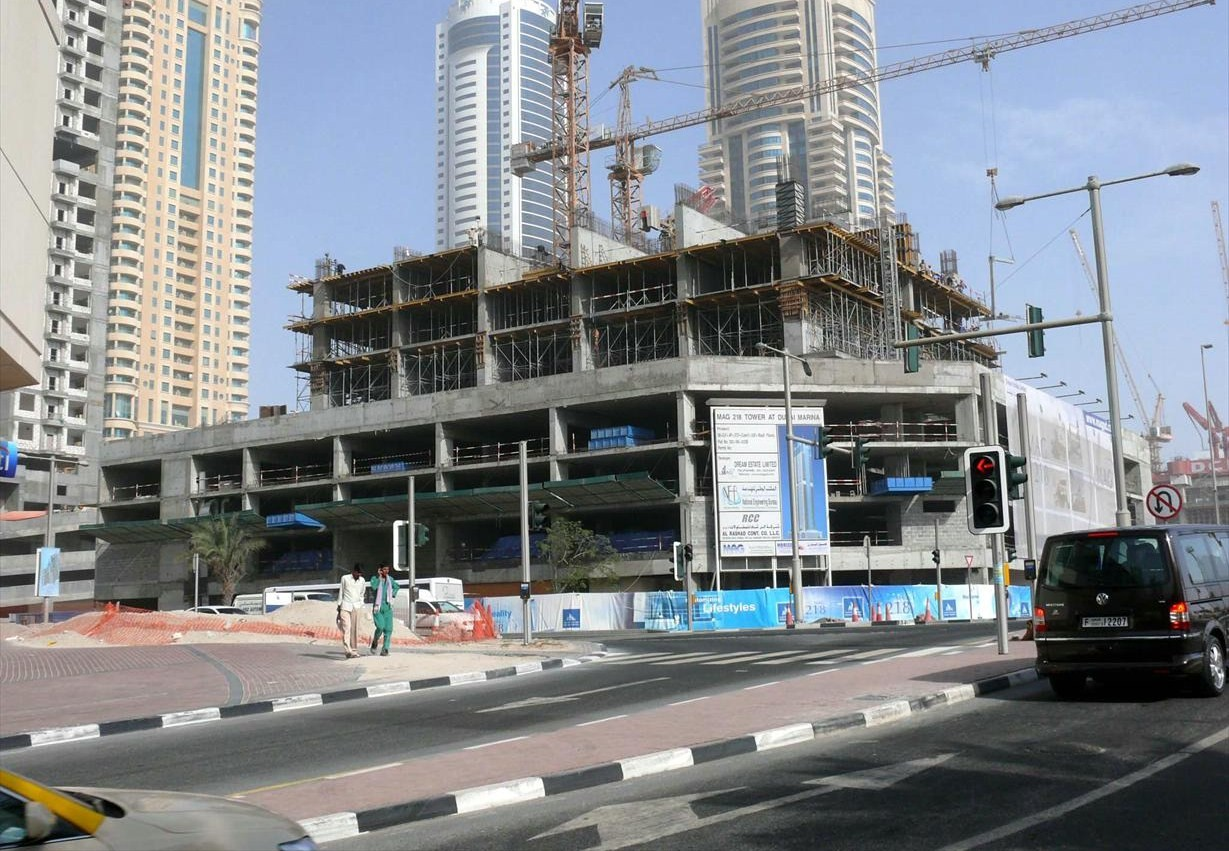
4 janvier 2007